# Glory to the Brave (single)
"Glory to the Brave" er den første single fra det svenske power metalband HammerFall som blev udgivet i 1997 på debut albummet med samme titel som sangen. 

## Numre
1. "I Want Out" (Helloweencover) 4:36
2. "At the End of the Rainbow" (Albrecht, Cans, Mück) 4:05
3. "Man on the Silver Mountain" (Blackmore, Dio) 5:55
4. "Glory to the Brave" (Cans, Dronjak, Strömblad) 21:01